# Blackwell (Oklahoma)
Blackwell is een plaats (city) in de Amerikaanse staat Oklahoma, en valt bestuurlijk gezien onder Kay County.

## Demografie
Bij de volkstelling in 2000 werd het aantal inwoners vastgesteld op 7668.
In 2006 is het aantal inwoners door het United States Census Bureau geschat op 7193, een daling van 475 (-6,2%).

## Geografie
Volgens het United States Census Bureau beslaat de plaats een oppervlakte van
14,1 km², geheel bestaande uit land. Blackwell ligt op ongeveer 309 m boven zeeniveau.

## Plaatsen in de nabije omgeving
De onderstaande figuur toont nabijgelegen plaatsen in een straal van 24 km rond Blackwell.